# سیارک ۲۳۶۹۹
سیارک ۲۳۶۹۹ (به انگلیسی: 23699 Paulgordan، نامگذاری:1997ND3) بیست و سه هزار و ششصد و نود و نهمین سیارک کشف شده‌است که در ۸ ژوئیه ۱۹۹۷ کشف شد.
قدر مطلق سیارک برابر ۱۲.۳ است.